# Strand (Vännäs)
Strand is een plaats in de gemeente Vännäs in het landschap Västerbotten en de provincie Västerbottens län in Zweden. De plaats heeft 187 inwoners (2005) en een oppervlakte van 61 hectare. Hoewel het woord strand vanuit het Zweeds vertaald oever/strand betekent, ligt de plaats niet direct aan het water. De rivier de Umeälven loopt echter wel net ten noorden van de plaats.